# Skeptrostachys latipetala
Skeptrostachys latipetala là một loài thực vật có hoa trong họ Lan. Loài này được (Cogn.) Garay miêu tả khoa học đầu tiên năm 1980.